# Mùa bão Tây Bắc Thái Bình Dương 1993
Mùa bão Tây Bắc Thái Bình Dương 1993 không có giới hạn chính thức; nó diễn ra trong suốt năm 1993, nhưng hầu hết các xoáy thuận nhiệt đới có xu hướng hình thành trên Tây Bắc Thái Bình Dương trong khoảng giữa tháng 5 và tháng 11. Những thời điểm quy ước phân định khoảng thời gian tập trung hầu hết số lượng xoáy thuận nhiệt đới hình thành mỗi năm ở Tây Bắc Thái Bình Dương.
Phạm vi của bài viết này chỉ giới hạn ở Thái Bình Dương, khu vực nằm ở phía Bắc xích đạo và phía Tây đường đổi ngày quốc tế. Những cơn bão hình thành ở khu vực phía Đông đường đổi ngày quốc tế và phía Bắc xích đạo thuộc về Mùa bão Đông Bắc Thái Bình Dương 1993. Bão nhiệt đới hình thành ở toàn bộ khu vực Tây Bắc Thái Bình Dương sẽ được đặt tên bởi Trung tâm Cảnh báo Bão Liên hợp  JTWC . Áp thấp nhiệt đới ở khu vực này sẽ có thêm hậu tố "W" phía sau số thứ tự của chúng. Áp thấp nhiệt đới trở lên hình thành hoặc đi vào khu vực mà Philippines theo dõi cũng sẽ được đặt tên bởi Cục quản lý Thiên văn, Địa vật lý và Khí quyển Philippines  PAGASA . Đó là lý do khiến cho nhiều trường hợp, một cơn bão có hai tên gọi khác nhau.

## Các cơn bão
Có 40 xoáy thuận nhiệt đới hình thành trong năm, 30 trong số chúng trở thành những cơn bão nhiệt đới, 15 đạt cường độ bão cuồng phong, và 3 đạt cường độ siêu bão cuồng phong.

### Áp thấp nhiêt đới 01W (Atring)
Áp thấp nhiệt đới 01W hình thành trong ngày 27 tháng 2 trên khu vực gần Philippines. Nó đã đổ bộ vào Mindanao trong ngày 1 tháng 3 trước khi tan vào ngày hôm sau.

### Áp thấp nhiệt đới 03W (Bining)
03W hình thành trong ngày 9 tháng 4 trên khu vực cách Mindanao về phía Đông. Nó đã đổ bộ vào Mindanao trong ngày 13 tháng 4 và tan vào tối hôm đó.

### Áp thấp nhiệt đới 04W (Kuring)
04W hình thành trong ngày 15 tháng 4. Nó đã đổ bộ vào Mindanao. Đây là xoáy thuận nhiệt đới thứ 3 đổ bộ vào Mindanao trong mùa bão này.

### Áp thấp nhiệt đới Daling
PAGASA đã đặt tên cho áp thấp nhiệt đới này là Daling vào ngày 3 tháng 5. Sang ngày hôm sau, áp thấp nhiệt đới đã đổ bộ vào Mindanao trước khi tan trên biển Sulu trong ngày mùng 4.

### Bão Koryn (Goring) (bão số 1)
Bão Koryn đã phát triển trên vùng biển xa ngoài khơi Philippines trong ngày 13 tháng 6, sau đó hệ thống mạnh dần lên và di chuyển về phía Tây. Đến ngày 24 cơn bão đạt đỉnh với vận tốc gió 150 dặm/giờ (240 km/giờ). Ngày hôm sau, Koryn đi qua vùng Bắc Luzon khi đã suy yếu đi một chút với vận tốc gió giảm xuống còn 130 dặm/giờ (210 km/giờ). Koryn tiếp tục di chuyển theo hướng Tây - Tây Bắc cho đến khi đổ bộ vào miền Nam Trung Quốc (khu vực cách Hong Kong khoảng 90 hải lý) vào ngày 27. Cơn bão dần suy yếu, mang đến mưa lớn cho Trung Quốc và vùng miền Bắc Việt Nam trước khi tan trong ngày 29. Có 37 người thiệt mạng do bão. Tại miền Bắc Philippines, tổn thất là 14,5 triệu USD (1993 USD).

### Áp thấp nhiệt đới Narsing
Vào ngày 29 tháng 7, PAGASA đã bắt đầu ban hành những thông báo về một áp thấp nhiệt đới kém tổ chức. Áp thấp nhiệt đới này sau đó di chuyển chậm theo hướng Tây Bắc trước khi tan vào ngày hôm sau.

### Bão Robyn (Openg)
Một rãnh thấp gần xích đạo đã sản sinh ra một áp thấp nhiệt đới trong ngày 30 tháng 7 trên vùng biển ngoài khơi Tây Bắc Thái Bình Dương. Di chuyển về phía Tây - Tây Bắc, hệ thống đã mạnh lên thành bão nhiệt đới trong ngày 2 tháng 8 và là bão cuồng phong trong ngày mùng 4. Sau đó, Robyn chuyển hướng Tây Bắc, đạt đỉnh với vận tốc gió 135 dặm/giờ (215 km/giờ) vào ngày mùng 7. Bão Robyn sau khi suy yếu với vận tốc gió giảm xuống còn 100 dặm/giờ (165 km/giờ) đã đổ bộ vào vùng Tây Nam Nhật Bản trong ngày mùng 9. Sang ngày hôm sau, Robyn đã trở thành một xoáy thuận ngoài nhiệt đới trên biển Nhật Bản. Cơn bão khiến 45 người chết, 39 trong số đó là do các tai nạn giao thông liên quan, cùng với thiệt hại 68 triệu USD (1993 USD).

### Bão Keoni
Keoni hình thành trên khu vực phía Đông Nam đảo Hawaii trong ngày 9 tháng 8. Sau đó hệ thống đã được phân loại là một cơn bão nhiệt đới khi nó di chuyển đến vị trí phía Nam quần đảo Hawaii. Keoni đạt đỉnh là một cơn bão cấp 4 trong thang bão Saffir-Simpson. Vào ngày 19 tháng 8, Keoni đã vượt đường đổi ngày quốc tế và trở thành một cơn bão cuồng phong của khu vực Tây Bắc Thái Bình Dương. Keoni không tác động đến đất liền.

### Bão Yancy (Tasing)
Một rãnh gió mùa đã sản sinh ra một áp thấp nhiệt đới trong ngày 27 tháng 8. Hệ thống di chuyển chủ yếu về hướng Tây, đạt cường độ bão nhiệt đới trong ngày 30 và bão cuồng phong trong ngày 31. Sau đó, Yancy chuyển hướng Đông Bắc và nhanh chóng mạnh lên thành một siêu bão với vận tốc gió 150 dặm/giờ vào ngày 2 tháng 9. Cơn bão đã suy yếu, vận tốc gió giảm xuống còn 215 km/giờ trước khi đổ bộ vào vùng Tây Nam Nhật Bản trong ngày mùng 3. Yancy tan trên biển Nhật Bản hai ngày sau. Tại Nhật Bản, Yancy đã mang tới gió mạnh khiến 42 người chết và gây thiệt hại trên diện rộng.

### Bão Flo (Kadiang) (bão số 8)
Bão Flo đã đổ bộ lên vùng miền Bắc Philippines trong ngày 4 tháng 10 với cường độ bão cuồng phong. Trước đó, cơn bão hình thành vào ngày 28 từ một rãnh gió mùa. Nó đã di chuyển rất chậm khi ở ngoài khơi gần bờ biển phía Tây Luzon. Sau khi đi qua Luzon và vươn một chút ra Biển Đông, Flo chuyển hướng Đông Bắc, trở thành một xoáy thuận ngoại nhiệt đới vào ngày mùng 9. Tại Luzon, lũ lụt nghiêm trọng do bão đã khiến ít nhất 50 người thiệt mạng.

### Bão Lola (Monang) (bão số 11)
Một rãnh thấp gần xích đạo đã sản sinh ra một áp thấp nhiệt đới trong ngày 27 tháng 11. Hệ thống di chuyển về phía Tây và phát triển chậm cho đến ngày 2 tháng 12, thời điểm mà nó trở thành một cơn bão nhiệt đới. Sau đó Lola tiếp tục mạnh lên thành bão cuồng phong hai ngày sau. Vào ngày mùng 5, cơn bão đổ bộ vào Philippines. Sau khi vượt qua Philippines, Lola đã suy yếu xuống còn là một cơn bão nhiệt đới khi đi vào Biển Đông. Tuy nhiên sau đó nó đã mạnh trở lại, vận tốc gió tăng lên đến 125 dặm/giờ (200 km/giờ) trước khi đổ bộ vào khu vực Nam Trung Bộ trong ngày mùng 8. Cơn bão nhanh chóng suy yếu và tan trên đất liền. Có tất cả 308 người thiệt mạng do bão, trong số đó có 230 người ở Philippines.

### Bão Manny (Naning) (bão số 12)
Manny, giống như Lola, đã phát triển từ một rãnh thấp gần xích đạo trong ngày 1 tháng 12. Hệ thống di chuyển về phía Tây và mạnh dần lên thành một cơn bão nhiệt đới vào ngày mùng 4. Do chịu tác động của một áp cao ở phía Bắc, Manny đã thực hiện một vòng lặp trong quỹ đạo từ ngày 7 đến ngày 8 tháng 12 và đạt đến cấp độ bão cuồng phong trong quãng thời gian đó. Tiếp theo cơn bão di chuyển theo hướng Tây Nam, đổ bộ vào Philippines trong tối ngày mùng 9 và suy yếu trên đất liền. Khi đi vào Biển Đông, Manny đã không thể mạnh lên được nhiều do gió trên tầng cao tác động. Cơn bão tan trên khu vực bán đảo Mã Lai trong ngày 16. Manny đi qua để lại hậu quả là 230 người thiệt mạng, chỉ vừa mới một tuần sau khi Lola tấn công khu vực tương tự.
Quỹ đạo di chuyển của Manny là không bình thường, với một vòng lặp trong quỹ đạo và một quá trình tăng cường độ khi di chuyển theo hướng Tây Nam trong thời điểm tháng 12. Tuy nhiên, trước đây đã xảy ra một trường hợp tương tự gần như hoàn hảo. Bão Pamela của Mùa bão Tây Bắc Thái Bình Dương 1982 cũng đã có một giai đoạn di chuyển theo một quỹ đạo gần giống hệt như Manny, và thời gian cũng gần tương tự, vào khoảng đầu tháng 12 cuối năm (mặc dù Pamela yếu hơn nhiều so với Manny).

### Áp thấp nhiệt đới Oning
Áp thấp nhiệt đới Oning đã đổ bộ vào Visayas trong ngày 15.

## Tên bão
Trong năm 1993, xoáy thuận nhiệt đới trên Tây Bắc Thái Bình Dương được đặt tên bởi JTWC. Cơn bão đầu tiên được đặt tên là Irma và cuối cùng là Nell.
| - Irma (9301) - Jack (9302) - Koryn (9303) - Lewis (9304) - Marian - Nathan (9305) - Ofelia (9306) | - Percy (9307) - Robyn (9308) - Steve (9309) - Tasha (9310) - Vernon (9312) - Winona (9313) - Yancy (9314) | - Zola (9315) - Abe (9316) - Becky (9317) - Cecil (9319) - Dot (9318) - Ed (9320) - Flo (9321) | - Gene - Hattie (9322) - Ira (9323) - Jeana (9324) - Kyle (9325) - Lola (9326) - Manny (9327) | - Nell (9328) |

Keoni là cơn bão đã vượt đường đổi ngày quốc tế đi vào khu vực Tây Bắc Thái Bình Dương. Tên gọi và hậu tố C ký hiệu ban đầu của nó vẫn được giữ nguyên. JMA đã cho nó số hiệu 9311.

### Tên bão ở Philippines
PAGASA sử dụng một danh sách tên riêng cho các xoáy thuận nhiệt đới nằm trong khu vực mà họ theo dõi. Dưới đây là danh sách tên của mùa bão năm 1993. Danh sách này lặp lại với chu kỳ 4 năm.
| - Atring - Bining - Kuring - Daling - Elang | - Goring (9303) - Huling (9304) - Ibiang - Luming (9306) - Miling (9307) | - Narsing - Openg (9308) - Pining (9309) - Rubing (9310) - Saling (9313) | - Tasing (9314) - Unsing (9315) - Walding (9316) - Yeyeng (9317) - Anding (9319) | - Binang (9320) - Kadiang (9321) - Dinang - Epang - Gundang |

Do số lượng tên trong danh sách chính không đủ nên họ phải sử dụng thêm một danh sách tên nữa dưới đây. Đây là lần đầu tiên kể từ mùa bão năm 1971, PAGASA phải sử dụng thêm một danh sách bổ sung cho khu vực Philippines.
| - Husing (9323) - Indang - Luring (9325) - Monang (9326) - Naning (9327) - Oning - Puring (9328) |

### Số hiệu tại Việt Nam
Ở Việt Nam một cơn bão (đạt cường độ bão nhiệt đới trở lên) sẽ được đặt số hiệu khi nó đi vào khu vực thuộc phạm vi theo dõi của Trung tâm Dự báo Khí tượng Thủy văn Việt Nam được xác định trên Biển Đông phía Tây kinh tuyến 120°Đ và phía Bắc vĩ tuyến 10°B. Số hiệu của bão được đặt theo số thứ tự xuất hiện của nó trong năm.
Dưới đây là các cơn bão được Trung tâm Dự báo Khí tượng Thủy văn Việt Nam đặt số hiệu trong năm 1993: ( kèm vùng đổ bộ)
| - Bão số 1 (Koryn) (đổ bộ Nam Trung Quốc, rồi tràn vào Cao Bằng) - Bão số 2 (Lewis) (đổ bộ vào phía Nam tỉnh Thanh Hóa) - Bão số 3 (Tasha) (đổ bộ vào Nam Trung Quốc) - Bão số 4 (Winona) (tan ở ven bờ Quảng Bình - Hà Tĩnh) - Bão số 5 (Abe) (đổ bộ Nam Trung Quốc) - Bão số 6 (Becky) (đổ bộ Nam Trung Quốc) - Bão số 7 (Dot) (đổ bộ Nam Trung Quốc) - Bão số 8 (Flo) (ra khỏi Biển Đông) - Bão số 9 (Ira) (đổ bộ Nam Trung Quốc) - Bão số 10 (Kyle) (đổ bộ Phú Yên) - Bão số 11 (Lola) (đổ bộ phía Bắc Ninh Thuận) - Bão số 12 (Manny) (tan ở Nam Biển Đông) - Bão số 13 (Nell) (tan ở Nam Biển Đông) |